# Qazangöldağ
Il Qazangöldağ è la seconda montagna più alta nel Naxçıvan, un'exclave dell'Azerbaigian. La vetta raggiunge i 3829 metri e fa parte dei Monti Zangezur.